# Lasiomma zorrense
Lasiomma zorrense är en tvåvingeart som beskrevs av Griffiths 2003. Lasiomma zorrense ingår i släktet Lasiomma och familjen blomsterflugor.
Artens utbredningsområde är Baja California Sur (Mexiko). Inga underarter finns listade i Catalogue of Life.